# قره‌کسلخه
قَره‌کَسَلخه، روستایی است از توابع بخش داشلی‌برون شهرستان گنبد کاووس در استان گلستان ایران.
این روستا در ۲۵ کیلومتری شمال غربی گنبد و ۲۵ کیلومتری جنوب شرقی اینچه برون قرار دارد.
این روستا فاقد هر گونه جاده ارتباطی حتی شن ریزی ساده می‌باشد. 
بنابر صفحه خبرگزاری تسنیم درباره بهسازی آسفالت جاده برخی روستاهای استان گلستان جاده دسترسی این روستا آسفالت شده است.
همچنین این روستا فاقد خانه بهداشت جداگانه می‌باشد و به‌طور مشترک از خانه بهداشت روستای مجاور که در ۵ کیلومتری روستا قرار دارد استفاده می‌شود و در ایام بارندگی رفت و آمد بسیار سخت می‌باشد.

## جمعیت
این روستا در دهستان اترک (گنبد کاووس) قرار داشته و براساس سرشماری سال ۱۳۸۵جمعیت آن ۱۳۶نفر (۲۷خانوار) بوده‌است.
و در آخرین سرشماری تعداد خانوار ۴۵ و جمعیت ۴۴۰نفر می‌باشد.